# 1 februari
1 februari är den 32:a dagen på året i den gregorianska kalendern. Det återstår 333 dagar av året (334 under skottår).

## Namnsdagar

### I den svenska almanackan
- Nuvarande – Max och Maximilian
- Föregående i bokstavsordning
  - Birger – Namnet infördes, vid sidan av Brigida, på dagens datum 1680, men utgick 1823, till förmån för Maximiliana. 1901 återinfördes det, men då på 21 oktober (till minne av Birger jarl, som dog denna dag 1266). Där fanns det fram till 2001, då det flyttades till 9 juni.
  - Brigida – Namnet fanns, till minne av ett irländskt helgon från 500-talet, på dagens datum fram till 1823, då det utgick, till förmån för Maximiliana. Det ansågs då inte längre ha någon funktion i almanackan, eftersom den svenska formen Birgitta redan fanns (på 7 oktober).
  - Magda – Namnet infördes 1986 på 22 juli. 1993 flyttades det till dagens datum, men utgick 2001.
  - Marielle – Namnet infördes på dagens datum 1986, men utgick 1993.
  - Marietta – Namnet infördes på dagens datum 1986, men utgick 1993.
  - Max – Namnet infördes på dagens datum 1901 och har funnits där sedan dess.
  - Maximilian – Namnet fanns före 1680 på 12 oktober, men utgick detta år. 2001 infördes det på dagens datum.
  - Maximiliana – Namnet infördes, som en hedersbetygelse åt den svenske kronprinsen Oscar (I):s nyblivna fästmö Josefina av Leuchtenberg, som bland annat även hade namnet Maximiliana, på dagens datum 1823, men utgick 1901, då det ersattes av Max.
- Föregående i kronologisk ordning
  - Före 1680 – Brigida
  - 1680–1822 – Brigida och Birger
  - 1823–1900 – Maximiliana
  - 1901–1985 – Max
  - 1986–1992 – Max, Marielle och Marietta
  - 1993–2000 – Max och Magda
  - Från 2001 – Max och Maximilian
- Källor
  - Brylla, Eva (red.): Namnlängdsboken, Norstedts ordbok, Stockholm, 2000. ISBN 91-7227-204-X
  - af Klintberg, Bengt: Namnen i almanackan, Norstedts ordbok, Stockholm, 2001. ISBN 91-7227-292-9

### Finlandssvenska almanackan
- Nuvarande från 1973[1] – Berit
- I föregående revideringar[a][2]
  - 1929–1949 – Berta
  - 1950–1972 – Berta, Berit

## Händelser
- 772 – Sedan Stefan III har avlidit en vecka tidigare väljs Hadrianus I till påve.
- 900 – Sedan Johannes IX har avlidit i januari väljs Benedictus IV till påve.
- 1119 – Sedan Gelasius II har avlidit den tre dagar tidigare väljs Guy av Vienne till påve och tar namnet Calixtus II (denna eller nästa dag).
- 1594 – Den förre svenske kungen Johan III begravs i Uppsala domkyrka, mer än ett år efter sin död (17 november 1592). Knappt tre veckor senare kröns hans son Sigismund, som sedan 1587 är kung av Polen och har efterträtt fadern i Sverige vid hans död, till svensk kung.
- 1713 – Den osmanske sultanen Ahmed III har nu tröttnat på att ha den svenske kungen Karl XII och hans närmaste soldater boende i staden Bender som sina gäster (vilket de har gjort sedan flykten efter slaget vid Poltava 1709) och efter flera försök att övertala honom att lämna landet försöker han nu med våld. Tillsammans med ett 40-tal karolinersoldater håller kungen stånd mot 600 turkiska soldater i flera timmar i vad som går till historien som kalabaliken i Bender, innan han snavar på sina sporrar och blir tillfångatagen. Avvisningen av svenskarna blir emellertid inte av, men året därpå lämnar Karl XII självmant Osmanska riket och beger sig hem mot Sverige.
- 1896 – Giacomo Puccinis opera i fyra akter La Bohème har urpremiär på Teatro Regio i italienska Turin. Operan uppnår snart världsrykte och ingår numera i den italienska operastandardrepertoaren.
- 1908 – På väg hem från ett lantslott blir den portugisiska kungafamiljen utsatt för ett attentat på torget Praça do Comércio i huvudstaden Lissabon. Kung Karl I dödas omedelbart, medan hans son kronprins Ludvig Filip avlider av sina skador 20 minuter senare. Den yngre sonen Emanuel får en lätt skada i ena armen och drottning Amélie klarar sig oskadd. Det hävdas ibland, att Ludvig Filip ska ha varit kung av Portugal under de 20 minuterna mellan faderns och hans egen död och att han därmed ska ha haft en av världshistoriens kortaste regeringsperioder. Detta stämmer dock inte, eftersom han visserligen var kronprins, men en ny regent enligt landets lagar måste godkännas av parlamentet, vilket man inte hann med under denna tid. Istället blir det den yngre brodern Emanuel, som senare samma dag erkänns som kung under namnet Emanuel II. Drygt två och ett halvt år senare, i oktober 1910, störtas den portugisiska monarkin och republik införs, varvid kungen tvingas i landsflykt.
- 1918 – Ryssland övergår från den julianska till den gregorianska kalendern, genom att detta datum följer direkt efter 19 januari.
- 1924 – Storbritannien blir ett av de första länder, som upprättar diplomatiska förbindelser med Sovjetunionen, vilken har utropats den 30 december 1922.
- 1942 – Den norske nazistledaren Vidkun Quisling, som sedan den tyska invasionen av Norge 1940 i praktiken har varit landets regeringschef, utropas till landets ministerpresident och denna titel behåller han till krigsslutet. Han erkänns inte av den norska exilregeringen i London.
- 1944 – Hallingebergmeteoritens nedslag, ett av få bevittnade meteoritnedslag i Sverige
- 1946 – Den norske politikern Trygve Lie, som under 1930- och 1940-talen har haft flera olika ministerposter i den norska regeringen, väljs till Förenta nationernas förste ordinarie generalsekreterare och tillträder dagen därpå. Sedan grundandet året innan har britten Gladwyn Jebb varit tillförordnad.
- 1958
  - Egypten och Syrien går i union under namnet Förenade arabrepubliken. När unionen upplöses hösten 1961 används namnet fortsatt om enbart Egypten fram till 1971. Republikens förste president blir Gamal Abdel Nasser, som har varit Egyptens president sedan 1956, vilket han också förblir till sin död 1970.
  - Nuclear Energy Agency grundas.
- 1968 – Polischefen Nguyễn Ngọc Loan i den sydvietnamesiska huvudstaden Saigon avrättar FNL-medlemmen Nguyễn Văn Lém, genom att på öppen gata skjuta honom i huvudet under den så kallade Têt-offensivens andra dag. Händelsen fotograferas av den amerikanske fotografen Eddie Adams och bilden blir internationellt känd samt leder till att Adams vinner Pulitzerpriset samma år.
- 1982 – Den tidigare meteorologen David Letterman inleder en egen pratshow med titeln Late Night with David Letterman på den amerikanska TV-kanalen NBC och den sänds då direkt efter det kända The Tonight Show med Johnny Carson. När Carson pensionerar sig 1992 hoppas Letterman få ta över hans show, men uppdraget går istället till Jay Leno. Letterman väljer då att lämna NBC och istället övergå till konkurrenten CBS, där han får en ny pratshow med titeln The Late Show with David Letterman. Hans gamla Late Night övertas då av Conan O’Brien.
- 1987 – Den svenske höjdhopparen Patrik Sjöberg sätter nytt världsrekord i höjdhopp inomhus för herrar genom att hoppa 2,41 meter. Ett drygt år senare förlorar han världsrekordet till tysken Carlo Thränhardt, som även var den han erövrade det från vid detta hopp.
- 1991 – De båda svenska TV-kanalerna TV3 och TV4 börjar sända programblock med musikvideor under namnet ZTV. Året därpå blir ZTV en egen tv-kanal.
- 1995 – Den brittiska rockgruppen Manic Street Preachers gitarrist Richey James Edwards försvinner spårlöst efter att ha checkat ut från hotellet London Embassy och återfinns aldrig. Två veckor senare återfinns hans bil parkerad nära bron Severn Bridge – en plats som är ökänd för att folk brukar begå självmord genom att hoppa från bron. Det går dock inte att bevisa, att Edwards har begått självmord, eftersom hans kropp aldrig återfinns och det dröjer till slutet av 2008, innan hans anhöriga låter dödförklara honom.
- 2003
  - Nicefördraget, vars syfte är att reformera Europeiska unionen inför dess utvidgning med tio nya medlemsländer 2004, träder i kraft.
  - Den amerikanska rymdfärjan Columbia exploderar över Texas och de sju astronauterna ombord omkommer.[3]
- 2009 – Jóhanna Sigurðardóttir tillträder ämbetet som Islands statsminister.
- 2021 – Statskuppen i Myanmar 2021 inleds genom att Aung San Suu Kyi och andra regeringsföreträdare förs bort av militären.

## Födda
- 1455 – Hans, kung av Danmark, av Norge och av Sverige
- 1459 – Konrad Celtes, tysk diktare och humanist
- 1572 – Ellen Marsvin, dansk adelsdam
- 1620 – Gustav Bonde, svensk friherre, Sveriges riksskattmästare
- 1743 – Johan Christopher Toll, svensk greve, fältmarskalk och generalguvernör
- 1795 – William Dunn Moseley, amerikansk demokratisk politiker, guvernör i Florida
- 1798 – Adolph Wilhelm Theodor Gøricke, dansk läkare och professor
- 1801 – Adolf Fredrik Lindblad, svensk kompositör
- 1807 – William B. Campbell, amerikansk whigpolitiker, guvernör i Tennessee
- 1825 – James W. Throckmorton, amerikansk demokratisk politiker, guvernör i Texas
- 1828 – George F. Edmunds, amerikansk republikansk politiker, senator för Vermont
- 1871 – Holger Rosman, svensk historieforskare
- 1873 – John P. O'Brien, amerikansk demokratisk politiker
- 1884 – Jevgenij Zamjatin, rysk författare
- 1887 – Charles V. Truax, amerikansk demokratisk politiker
- 1894 – John Ford, amerikansk filmregissör
- 1897
  - Gösta Stevens, svensk journalist, manusförfattare, regissör, sångtextförfattare och översättare
  - Lillian Rogers Parks, amerikansk tjänsteflicka och sömmerska, anställd i Vita huset
- 1898 – Leila Denmark, amerikansk pediatriker
- 1901 – Clark Gable, amerikansk skådespelare
- 1905 – Emilio Segrè, italiensk-amerikansk fysiker, mottagare av Nobelpriset i fysik 1959
- 1910 – Ngabö Ngawang Jigme, tibetansk politiker
- 1911 – Leo Häppölä, finländsk politiker, Finlands försvarsminister
- 1912 – Rolf Gülich, svensk motorcykelförare
- 1915 – Stanley Matthews, brittisk fotbollsspelare
- 1922 – Renata Tebaldi, italiensk operasångare
- 1928 – Tom Lantos, ungersk-amerikansk politiker, kongressledamot
- 1931 – Boris Jeltsin, rysk politiker, Rysslands president
- 1934 – Marina Kondratieva, rysk ballerina
- 1937
  - Don Everly, amerikansk musiker, medlem i duon The Everly Brothers
  - Ray Sawyer, amerikansk musiker, medlem i gruppen Dr. Hook and the Medicine Show
- 1939
  - Paul Gillmor, amerikansk republikansk politiker, kongressledamot
  - Jekaterina Maksimova, rysk ballerina
- 1942 – Terry Jones, brittisk komiker, skådespelare, regissör och författare, medlem i humorgruppen Monty Python
- 1946 – Dennis Janebrink, svensk musiker, basist i gruppen Flamingokvintetten
- 1947
  - Clark Olofsson, svensk brottsling
  - Erik Åsbrink, svensk civilekonom och socialdemokratisk politiker, Sveriges finansminister 1996–1999
- 1950 – Kazimierz Nycz, polsk romersk-katolsk präst, ärkebiskop av Warszawa
- 1952 – Roger Tsien, kinesisk-amerikansk biokemist, mottagare av Nobelpriset i fysiologi eller medicin 2008
- 1957 – Dennis Brown, jamaicansk reggaesångare
- 1962 – José Luis Cuciuffo, argentinsk fotbollsspelare
- 1964
  - Linus Roache, brittisk skådespelare
  - Dwayne Goettel, kanadensisk musiker i gruppen Skinny Puppy
  - Anders Westerberg, svensk serieskapare
- 1965
  - Petra Nielsen, svensk skådespelare, sångare och musikalartist
  - Stéphanie, prinsessa av Monaco, sångare, fotomodell, klädformgivare och cirkusartist
  - Brandon Lee, amerikansk skådespelare
- 1968 – Lisa Marie Presley, amerikansk artist
- 1969 – Brian Krause, amerikansk skådespelare och manusförfattare
- 1971
  - Michael C. Hall, amerikansk skådespelare
  - Tommy Salo, svensk ishockeymålvakt, OS-guld 1994
- 1972 – Leymah Gbowee, liberiansk traumaterapeut, medborgarrättskämpe, fredsaktivist, mottagare av Nobels fredspris 2011
- 1973 – Yuri Landman, nederländsk musikinstrumentbyggare, musiker och serietecknare
- 1974 – Raha Rastifard, persisk-tysk samtida bildkonstnär i Stockholm
- 1979 – Julie Roberts, amerikansk countryartist
- 1981 – Gustaf Norén, svensk sångare i gruppen Mando Diao
- 1983 – Marilou Berry, fransk skådespelare
- 1984 – Nicole Fuentes, rysk-grekisk sångare med artistnamnet The Nicole
- 1985 – Karine Sergerie, kanadensisk taekwondoutövare
- 1987
  - Wu Jingyu, kinesisk taekwondoutövare
  - Ronda Rousey, amerikansk MMA-utövare
  - Heather Morris, amerikansk skådespelare och dansare
- 1994 – Harry Styles, brittisk sångare, medlem i gruppen One Direction
- 1995 – Mërgim Vojvoda, albansk fotbollsspelare

## Avlidna
- 656 – Sigibert III, omkring 25, frankisk kung av Austrasien sedan 634
- 1328 – Karl IV, 33, kung av Frankrike sedan 1322
- 1598 – Scipione Pulzone, omkring 47, italiensk målare
- 1691 – Alexander VIII, påve sedan 1689
- 1718 – Charles Talbot, 1:e hertig av Shrewsbury, 57, brittisk earl och hertig av Shrewsbury
- 1733 – August den starke, 62, kurfurste av Sachsen sedan 1694 samt kung av Polen 1697–1704 och sedan 1709
- 1803 – Anders Chydenius, 73, svensk präst och politiker, framstående filosof inom klassisk liberalism
- 1839 – Giuseppe Valadier, 76, italiensk arkitekt och arkeolog
- 1851 – Mary Shelley, 53, brittisk författare, mest känd för berättelsen om Frankenstein
- 1886 – Christian Anders Sundin, 69, svensk sjömilitär och riksdagspolitiker
- 1893 – Joseph P. Comegys, 79, amerikansk politiker och jurist, senator för Delaware 1856–1857
- 1898 – Konrad Behrend Behrens, 63, svensk operasångare
- 1903 – George Gabriel Stokes, 83, irländsk matematiker och fysiker
- 1908
  - Karl I, 44, kung av Portugal sedan 1889 (mördad)
  - Ludvig Filip, 20, kronprins av Portugal sedan 1889 (mördad)
- 1923 – Ernst Troeltsch, 57, tysk protestantisk teolog och religionsfilosof
- 1938 – Ernst Öberg, 68, svensk skådespelare
- 1944 – Piet Mondrian, 71, nederländsk konstnär
- 1945 – Johan Huizinga, 72, nederländsk filolog och kulturhistoriker
- 1946 – Hans Bethge, 70, tysk litteraturvetare
- 1950 – Harry Blomberg, 56, svensk författare
- 1955 – Arnold Sjöstrand, 51, svensk skådespelare och regissör
- 1957 – Friedrich Paulus, 66, tysk generalfältmarskalk
- 1958 – Clinton Davisson, 76, amerikansk fysiker, mottagare av Nobelpriset i fysik 1937
- 1966
  - Buster Keaton, 70, amerikansk stumfilmsskådespelare och filmmakare
  - Hedda Hopper, 75, amerikansk skådespelare och skvallerspaltkolumnist
- 1968 – Axel Witzansky, 72, svensk balettdansör, skådespelare, teaterpedagog och koreograf
- 1976
  - Werner Heisenberg, 74, tysk fysiker, mottagare av Nobelpriset i fysik 1932
  - George H. Whipple, 97, amerikansk hematolog,  mottagare av Nobelpriset i fysiologi eller medicin 1934
- 1985 – Ernst Zimmermann, 55, tysk industrialist, chef för flygplansmotortillverkaren Motoren- und Turbinen-Union (mördad)
- 1986
  - Allan Hernelius, 74, svensk tidningsman och moderat politiker
  - Alva Myrdal, 84, svensk socialdemokratisk politiker, statsråd och mottagare av Nobels fredspris 1982
- 1988 – Heather O'Rourke, 12, amerikansk skådespelare
- 1990 – Lauritz Falk, 80, svensk skådespelare, regissör, sångare och konstnär
- 1996 – Jan Bjelkelöv, 62, svensk skådespelare
- 2002 – Hildegard Knef, 76, tysk skådespelare, sångare och författare
- 2003
  - Omkomna när rymdfärjan Columbia exploderar över Texas:
    - Michael P. Anderson, 43, amerikansk astronaut
    - David Brown, 46, amerikansk astronaut
    - Kalpana Chawla, 41, indisk-amerikansk astronaut
    - Laurel Clark, 41, amerikansk astronaut
    - Rick Husband, 45, amerikansk astronaut
    - William McCool, 41, amerikansk astronaut
    - Ilan Ramon, 48, israelisk astronaut

  - Bodil Kjer, 85, dansk skådespelare
  - Gert Landin, 76, svensk radio- och tv-journalist och programpresentatör
  - Richard Edmund Lyng, 84, amerikansk republikansk politiker, USA:s jordbruksminister 1986–1989
  - Mongo Santamaria, 80, kubansk sångare och trumslagare
- 2007
  - Gian Carlo Menotti, 95, italiensk kompositör
  - Olof Johansson, 90, svensk kompositör och dragspelsmusiker med artistnamnet Olle Johnny
- 2010
  - David Brown, 93, amerikansk filmproducent
  - Steingrímur Hermannsson, 81, isländsk politiker, Islands statsminister 1983–1987 och 1988–1991
- 2012
  - Angelo Dundee, 90, amerikansk boxningstränare
  - Ruth Hausmeister, 99, tysk skådespelare
  - Ingolf Mork, 64, norsk backhoppare
  - Wisława Szymborska, 88, polsk poet och essäist, mottagare av Nobelpriset i litteratur 1996
- 2013
  - Cecil Womack, 65, amerikansk musiker och låtskrivare
  - Ed Koch, 88, amerikansk demokratisk politiker, New Yorks borgmästare 1978–1989
- 2014
  - Luis Aragonés, 75, spansk fotbollsspelare och -tränare
  - David Power, 85, australisk långdistanslöpare, OS-brons 1960
  - Maximilian Schell, 83, österrikisk-schweizisk skådespelare
- 2015 – Udo Lattek, 80, tysk fotbollsspelare och tränare
- 2016 – Inga-Lill Nilsson, 73, svensk sångerska
- 2017
  - Lars-Erik Berenett, 74, svensk skådespelare
  - Stig Grybe, 88, skådespelare och komiker
- 2019 – Clive Swift, 82, brittisk skådespelare
- 2024 – Carl Weathers, 76, amerikansk skådespelare
- 2025 – Horst Köhler, 81, tysk politiker, förbundspresident 2004–2010